# RTL Gold
RTL Gold es un canal de televisión privado de Hungría, perteneciente a RTL Magyarország. Se trata de un canal de archivo.

## Historia
El canal inició emisiones el 3 de julio de 2017, reemplazando a Film+ 2.
Inicialmente, el canal transmitía programas de revistas y concursos producidos por RTL, como 1 perc és nyersz!, 4N4LN – A családi játszma, Balázs show, Dr. Tóth, Legyen Ön is milliomos!, Gyertek át!, A Kód, Mónika show, A Széf, Portré, entre otros. También emitía películas durante 5 horas, todos los días a partir de las 00:30. El programa de entrevistas Anikó #show, el único programa propio del canal, debutó el 3 de julio de 2017. 
A partir del verano de 2018, también se transmitieron las últimas emisiones de los programas de RTL en ese momento, y luego, a partir del otoño del año, se lanzaron nuevas series. 
Desde el 10 de diciembre de 2022 RTL Gold emite con su imagen corporativa actual.

## Imagen corporativa

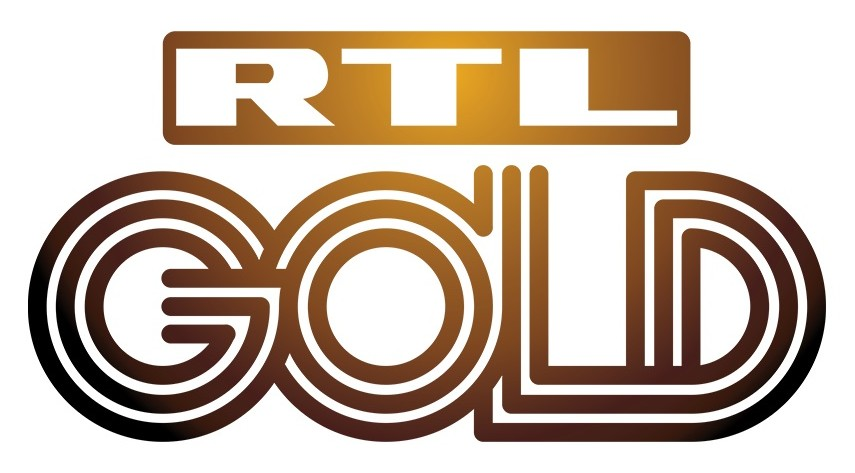
2017 - 2022
Desde 2022